# Dekoa
Dekoa è una subprefettura della Prefettura di Kémo, nella Repubblica Centrafricana.